# Еланское сельское поселение (Воронежская область)
Еланское сельское поселение — упразднённое муниципальное образование в Таловском районе Воронежской области.
Административный центр — посёлок Еланка.

## История
Законом Воронежской области от 30 ноября 2015 года № 163-ОЗ, были преобразованы, путём их объединения Абрамовское, Абрамовское 2-е и Еланское сельские поселения — в Абрамовское сельское поселение с административным центром в посёлке Абрамовка.

## Административное деление
В состав поселения входили:
- посёлок Еланка,
- посёлок Новитченко,
- посёлок Осинки,
- посёлок Солонцовка.